# Panchlora irrorata
Panchlora irrorata es una especie de cucaracha del género Panchlora, familia Blaberidae. Fue descrita científicamente por Hebard en 1925.

## Distribución
Habita en Ecuador.